# Gebel Sheikh Souleiman
Le Gebel Sheikh Souleiman est une formation rocheuse au Soudan, dans la région de la deuxième cataracte du Nil, au sud de Bouhen, et connu pour deux reliefs inscrits à même la roche vers la fin du IVe millénaire avant l'ère commune, c'est-à-dire à la fin de la période prédynastique, voire, pour l'un d'eux, au début de la Ire dynastie.

## Relief principal
Le relief, signalé pour la première fois par A. H. Sayce en 1910 et transporté au 1963 au Musée national du Soudan, a été inscrit à la surface d’un gros bloc de grès sur 2,75 mètres de long et 0,80 mètres de haut. Il s'agit d'un exemple précoce de sculpture en bas-relief, décrivant peut-être une guerre entre les Égyptiens et les Nubiens du groupe A. Il décrit la victoire d'un roi égyptien, incarné par son serekh, qui maîtrise un Nubien. Les cercles du bas représentent des villes. Le bateau est considéré comme l'incarnation du roi, dominant les Nubiens vaincus. L'iconographie est comparable à celle du couteau de Gebel el-Arak ou de la fresque de la tombe 100 à Nekhen, qui datent tous de la période Naqada II.
L'attribution de ce relief pose problème à cause du serekh inscrit qui n'enferme aucun nom, des copules y étant gravées à la place. Si certains y voit clairement un document datant de la période prédynastique du fait même de l'absence de nom dans le serekh, d'autres, dont Claire Somaglino et Pierre Tallet, y voient un document de la Ire dynastie, et plus spécifiquement du règne de Djer. Plusieurs éléments sont avancés pour cette dernière hypothèse, dont la forme du serekh avec des copules à la place du nom qui se retrouve sur des objets datant clairement de son règne, ainsi que dans des serekhs encore plus postérieurs, où les copules se retrouvent entre le nom et les redans du serekh (règnes de Sémerkhet et de Djéser). Ces deux chercheurs pensent également que le hiéroglyphe du roseau se trouvant à droite du serekh, et que la plupart des autres chercheurs pensent être un ajout postérieur, ferait partie du nom du souverain, à savoir It / Itiou, ce que la tradition égyptien conservera en tant que Itéti.

## Relief du roi Scorpion
Un second relief montre, dans un style antérieur à l'autre relief, un scorpion schématisé qui semble maintenir par un lien un prisonnier et qui est considérée comme la commémoration d’une victoire sur la Nubie du roi Scorpion Ier, propriétaire de la tombe U-j d’Abydos, ce qui placerait ce relief aux alentours de 3200 avant l'ère commune, ou bien du roi Scorpion II un peu plus tardif.

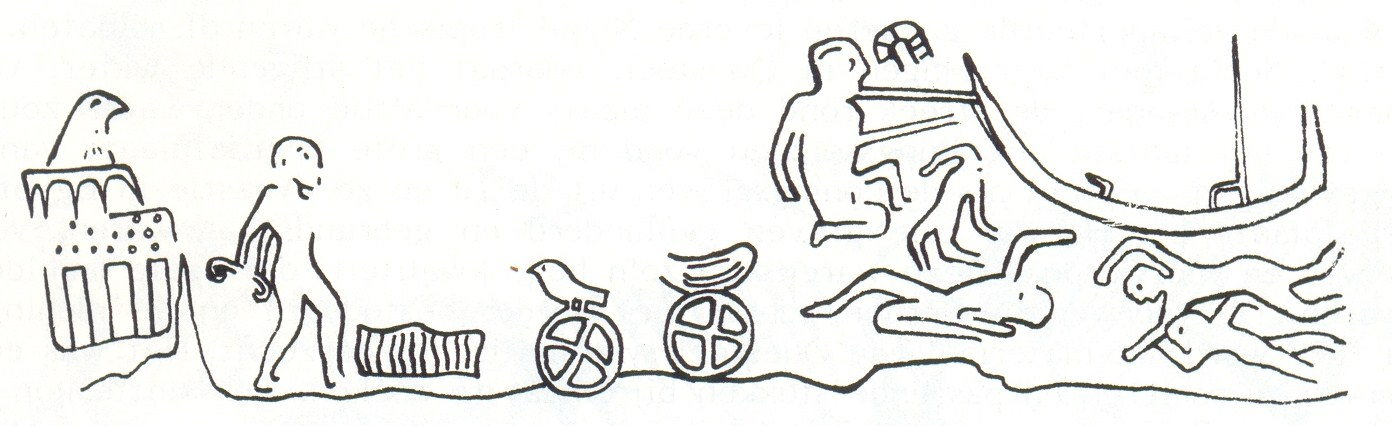
Relief principal
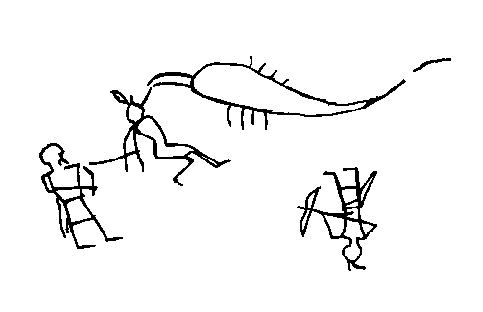
Relief parfois attribué au roi Scorpion.

## Biographie
- Claire Somaglino et Pierre Tallet, « Une campagne en Nubie sous la Ire dynastie : la scène nagadienne du Gebel Sheikh Suleiman comme prototype et modèle », Nehet, revue numérique d’égyptologie, Paris-Sorbonne, Université Libre de Bruxelles,‎ 2014 (lire en ligne) ;
- Pierre Tallet, Frédéric Payraudeau, Chloé Ragazzoli et Claire Somaglino, L'Égypte pharaonique : Histoire, société, culture, Malakoff, Armand Colin, 2023, 2e éd. (1re éd. 2019), 482 p. (ISBN 978-2-200-63527-5) ;
- (en) Toby Wilkinson, Early Dynastic Egypt, Londres, Routledge, 1999, 413 p. (ISBN 978-0-415-26011-4).